# 옥길산들초등학교
옥길산들초등학교는 대한민국 경기도 부천시 소사구에 있는 공립 초등학교이다.

## 연혁
- 2012.02.21 학교 설립 계획 심의
- 2016.08.22 옥길산들초등학교 초대 교장 이영미 취임
- 2016.08.22 옥길산들초등학교 개교
- 2016.08.22 옥길산들초등학교 13학급, 특수학급 1학급, 유치원 3학급 편성
- 2016.11.28 대교(눈높이) ‘우리학교 책봄 캠페인 프로젝트’ 단체 대상 수상
- 2017.02.10 제1회 졸업생(23명)
- 2017.03.01 19학급, 특수학급 1학급, 유치원 3학급 편성
- 2018.02.10 제2회 졸업생(47명)
- 2018.03.01 47학급, 특수학급 2학급, 유치원 3학급 편성